# 褐皮书
褐皮书（英語：The Beige Book）為美国聯邦準備理事會每年发布的有關美國经济状况的报告。褐皮书每年一共發布8次，而且褐皮书要在联邦公开市场委员会会议之前发布。褐皮书包含12個地區的聯邦準備銀行總結出的地区经济情况与美國全国经济情况。

## 历史
褐皮书于1970年首次製作，不過當時並不對外公開。 
1983年，应美国众议院議員沃尔特·E·福恩特罗伊的要求，联邦储备委员会打算將褐皮书的內容對外公开。